# RMX WORKS from Super Eurobeat presents ayu-ro mix 3
ayumi hamasaki RMX WORKS from SUPER EUROBEAT presents ayu-ro mix 3 – szesnasty remiksowy album Ayumi Hamasaki. Album został wydany 25 września 2003. Znalazł się na #13 miejscu w rankingu Oricon. Sprzedano 65 102 kopii.

## Lista utworów
| #  | Tytuł | Remix                         | Czas  |
| -- | --- | ----------------------------- | ----- |
| 1  | "independent" "Europop Mix" | Dave Rodgers & Sandro Oliva   | 4:27  |
| 2  | "WE WISH" "Starlight Mix" | Sergio Dall'ora & Luca Degani | 4:41  |
| 3  | "Dearest" "Sentimental Euro Mix" | Laurent Newfield              | 4:30  |
| 4  | "July 1st" "A Eurobeat Mix" | Sergio Dall'ora & Luca Degani | 4:30  |
| 5  | "Heartplace" "Dreamland Mix" | Dave Rodgers & Sandro Oliva   | 4:32  |
| 6  | "Naturally" "Human Mix" | Laurent Newfield              | 4:26  |
| 7  | "HANABI" "A Eurosenti Mix" | Sergio Dall'ora & Luca Degani | 4:33  |
| 8  | "Daybreak" "Eurospeedy Mix" | Dave Rodgers & Sandro Oliva   | 4:29  |
| 9  | "Real me" "A Eurobeat Mix" | Laurent Newfield              | 4:32  |
| 10 | "everywhere nowhere" "Time Mix" | Sergio Dall'ora & Luca Degani | 4:21  |
| 11 | "Free & Easy" "Energy Mix" | Dave Rodgers                  | 4:23  |
| 12 | "Voyage" "Sweet Mix" | Laurent Newfield              | 4:36  |
| 13 | "ayu-ro super mega mix" (〜SPECIAL TRACK〜) 1. Depend on you "EXTENDED POWER MIX" 2. Fly high "Euro-Power Mix" 3. AUDIENCE "Euro-Power Mix" 4. poker face "Extended Power Mix" 5. monochrome "ayu-ro Extended Mix" 6. immature "Sweet Mix" 7. Trauma "Eurobeat Mix" 8. vogue "Traditional Mix" 9. M "Sweet Heart Mix" 10. UNITE! "Euro-Power Mix" 11. Endless sorrow "A Agressive Mix" 12. Trust "A Eurobeat Mix" 13. Boys & Girls "A Eurobeat Mix" 14. appears "Aggressive Extended Mix" 15. evolution "Time Is Pop Mix" 16. SURREAL "A Sentimental Mix" 17. End roll "ayu-ro Extended Mix" 18. TO BE "Eurobeat Mix" |                               | 18:24 |